# Новий (Кувандицький міський округ)
Но́вий (рос. Новый) — селище у складі Кувандицького міського округу Оренбурзької області, Росія.

## Населення
Населення — 16 осіб (2010; 100 у 2002).
Національний склад (станом на 2002 рік):
- казахи — 96 %